# Deutsche Botanische Gesellschaft

Logo der Deutschen Botanischen Gesellschaft

Die Deutsche Botanische Gesellschaft (DBG) e. V. ist eine der ältesten aktiven botanischen Gesellschaften der Welt. Sie dient ausschließlich gemeinnützigen Zwecken. Gegründet wurde die DBG 1882 in Eisenach (mit Sitz in Berlin). Heute hat sie eigenen Angaben zufolge mehr als 900 Mitglieder.

## Aufgaben und Ziele
Die DBG vertritt die Pflanzenwissenschaften im deutschsprachigen Raum, fördert die Botanik auf nationaler und internationaler Ebene und gibt den verschiedensten Disziplinen der Pflanzenwissenschaften eine gemeinsame Heimat: von der Systematik und Ökologie über die Physiologie bis hin zur Molekularbiologie und dient ausschließlich und unmittelbar gemeinnützigen Zwecken.

## Aktivitäten
Die Hauptaktivitäten der DBG sind:
Die Herausgabe wissenschaftlicher Veröffentlichungen, insbesondere in ihrer Zeitschrift Plant Biology. Diese Zeitschrift (derzeit sechs Hefte pro Jahr und Band) erscheint seit Januar 2008 im Wiley-Blackwell-Verlag. Sie ist die Nachfolgerin der zwischen 1882 und 1987 von der DBG herausgegebenen Berichte der Deutschen Botanischen Gesellschaft und der von 1988 bis 1998 erschienenen Botanica Acta. Die Mitteilungen der Gesellschaft Actualia erscheinen seit 2007 online.
Jedes zweite Jahr veranstaltet die DBG eine einwöchige wissenschaftliche Tagung („Botanikertagung“), die von einer deutschsprachigen Universität ausgerichtet wird. Die Tagung umfasst Vorträge, Poster-Präsentationen, sowie botanische Exkursionen und wird in Verbindung mit der Mitgliederversammlung, dem „Plenum“ der Gesellschaft, abgehalten. In der Zeit zwischen den Botanikertagungen veranstalten die Sektionen Workshops in ihren jeweiligen Fachgebieten.
Seit 2014 können sich Nachwuchsforscher um eine finanzielle Förderung zum Abhalten eines Eduard-Strasburger-Workshops bewerben.

## Förderpreise und Auszeichnungen
Zur Förderung des wissenschaftlichen Nachwuchses verleiht die DBG regelmäßig Preise und gewährt Reisekostenzuschüsse zu ihren Tagungen. Die Förderpreise werden während der Botanikertagung an die jungen Wissenschaftler überreicht. Fachkongresse und wissenschaftliche Tagungen unterstützt die DBG finanziell, um Nachwuchswissenschaftlern eine Teilnahme zu ermöglichen.
Sie überreicht den Wilhelm-Pfeffer-Preis für bedeutende Dissertationen, einen Preis für die beste Veröffentlichung und den Horst-Wiehe-Förderpreis für eine wissenschaftliche Arbeit. Sie ist darüber hinaus seit 1994 an der Verleihung des Eduard-Strasburger-Preises für herausragende und originelle Leistungen eines Promovierten auf dem Gebiet der Botanik beteiligt.
Seit 2014 verleiht sie jährlich einen Preis für eine herausragende pflanzenwissenschaftliche Master-Arbeit, die an jeder der daran teilnehmenden Hochschulen vergeben wird.
Neben diesen Preisen zur Förderung des wissenschaftlichen Nachwuchses verleiht die DBG die Simon-Schwendener-Medaille für Verdienste um die Gesellschaft und/oder deren Ziele.

## Historie
Die Deutsche Botanische Gesellschaft e. V. (DBG) wurde im September 1882 während einer Tagung in Eisenach gegründet und ist neben der Regensburgischen Botanischen Gesellschaft von 1790 e. V. eine der ältesten, aktiven botanischen Gesellschaften der Welt. Die Gründung sollte mit Beginn des Jahres 1883 wirksam werden; der erste Präsident der DBG war Nathanael Pringsheim.
Im Jahr 2007 feierte sie den 125. Geburtstag mit einer Tagung in Hamburg und einer Festschrift zur Geschichte der Gesellschaft.

## Organe der DBG
Die Organe der Gesellschaft sind die Mitgliederversammlung und der Vorstand. Ihre jeweiligen Aufgaben sind in der Satzung der Deutschen Botanischen Gesellschaft e. V. niedergelegt.

## Organisation in anderen Verbänden
Die DBG ist Mitglied im Verband Biologie, Biowissenschaften und Biomedizin, dem größten Dachverband der Bio- und Lebenswissenschaften in Deutschland. Die Gesellschaft war Gründungsmitglied des vbbm (Verbund biowissenschaftlicher und biomedizinischer Gesellschaften) der im Mai 2007 mit dem VdBiol (Verband Deutscher Biologen und biowissenschaftlicher Fachgesellschaften) zum VBIO fusionierte.
Über das Deutsche Nationalkomitee Biologie (DNK) ist die DBG in der International Union of Biological Sciences (IUBS) und in der International Union of Microbiological Societies (IUMS) international vernetzt.

## Sektionen
Die Deutsche Botanische Gesellschaft unterteilt sich in sechs Sektionen, die zusätzlich zur Botanikertagung eigene wissenschaftliche Tagungen und Workshops anbieten:
- Biodiversität und Evolutionsbiologie
- Phykologie
- Pflanzenphysiologie und Molekularbiologie
- Pflanzliche Naturstoffe
- Interaktionen (ehemals Mykologie und Lichenologie)
- Angewandte Botanik

Die Sprecher von fünf der sechs Sektionen sind Mitglieder des Vorstandes.

## Ehrenmitglieder
- Erwin Beck
- Harry Beevers
- Erwin Bünning
- Friedrich Ehrendorfer
- Karl Esser
- Michael Evenari
- Ulf-Ingo Flügge
- Wolfgang Haupt
- Robert Hegnauer
- Anita Hoffmann (* 1926)
- Regine Kahmann
- Otto Kandler
- Andrei Lwowitsch Kursanow
- Anton Lang
- Hartmut Lichtenthaler
- Otto Ludwig Lange
- Walter Larcher
- Ulrich Lüttge
- Karl Mägdefrau
- Horst Marschner
- Johann Georg Friedrich Melchers
- Hans Mohr
- Wilhelm Nultsch
- Benno Parthier
- André Pirson
- Peter H. Raven
- Tadeus Reichstein
- Heinz Rennenberg
- Renate Scheibe
- Peter Schopfer
- Wilhelm Simonis
- Peter Sitte
- Masashi Tazawa
- Gerhard Wagenitz
- Heinrich Walter
- Frits Warmolt Went
- Hubert Ziegler